# 2. armada (Avstro-Ogrska)
2. armada (nemško 2. Armee) je bila armada avstro-ogrske skupne vojske med prvo svetovno vojno.

## Zgodovina
Armada je bila ustanovljena julij 1914 in bila ukinjena maja 1918; v vsem času obstoja je delovala na vzhodni fronti.
Maja 1918 je bila armada preimenovana v Vzhodno armado.

## Vodstvo
Poveljniki
- general konjenice/generalpolkovnik/feldmaršal Eduard von Böhm-Ermolli: julij 1914 - maj 1918

## Organizacija
Avgust 1914
- 12. korpus (Sibiu)

- 16. pehotna divizija (Sibiu)
- 35. pehotna divizija (Cluj-Napoca)
- 38. honvedska pehotna divizija (Cluj-Napoca)

- 3. korpus (Gradec)

- 6. pehotna divizija (Gradec)
- 28. pehotna divizija (Ljubljana)
- 22. domobranska pehotna divizija (Gradec)

- 7. korpus (Timișoara)

- 17. pehotna divizija (Oradea)
- 34. pehotna divizija (Timișoara)

- 4. korpus (Budimpešta)

- 31. pehotna divizija (Budimpešta)
- 32. pehotna divizija (Budimpešta)

- Armadne enote

- 11. pehotna divizija (Lvov)
- 43. domobranska pehotna divizija (Črnovice)
- 20. honvedska pehotna divizija (Oradea)
- 1. konjeniška divizija (Timișoara)
- 5. honvedska konjeniška divizija (Budimpešta)
- 8. konjeniška divizija (Ivano-Frankivsk)
- 40. domobranska pehotna brigada (Brno)
- 102. domobranska pehotna brigada (Szeged)
- 103. domobranska pehotna brigada (Cluj-Napoca)
- 105. domobranska pehotna brigada (Gradec)
- 12. pohodna brigada (Sibiu)